# Amstrad
Amstrad fue un fabricante de electrónica con base en Brentwood, Essex, Inglaterra, fundado en 1968 por Lord Alan Michael Sugar en el Reino Unido. El nombre es una contracción de Alan Michael Sugar Trading. Entró en la Bolsa de Londres en 1980. A finales de la década de 1980 Amstrad logró hacerse con un 25% del mercado de ordenadores en Europa. En la actualidad Amstrad no tiene actividad, aunque no se haya disuelto formalmente.

## Historia

### Décadas de 1960 y 1970
Amstrad fue fundada en 1968 por quien sería su presidente durante cuarenta años, Alan Sugar, entrando en el mercado de electrónica de consumo. Durante la década de 1970 lideraron el segmento de Hi-Fi, TV y radiocasetes de bajo coste. Los precios bajos se conseguían fabricando las carcasas de platinas mediante plástico inyectado, reduciendo costes frente a la competencia, que usaba procesos mediante formación de vacío. Amstrad se expandió a la producción de amplificadores de audio y sintonizadores.

### Década de 1980

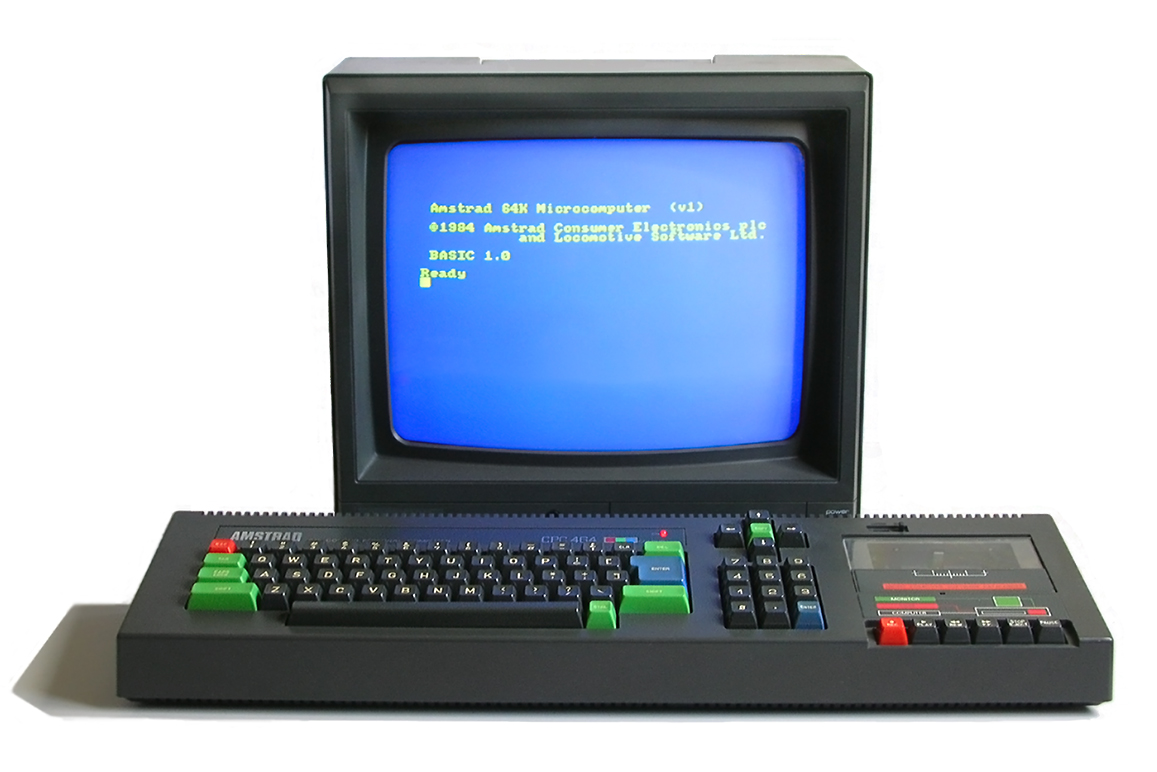
Ordenador Amstrad CPC 464.

En 1980, Amstrad emitió acciones en la Bolsa de Londres, doblando el tamaño anualmente durante los primeros años. Amstrad comenzó a comercializar sus propios ordenadores personales en un intento por capturar el mercado de Commodore y Sinclair con el CPC 464 en 1984. El ordenador, basado en un Zilog Z80 de 8 bits a 3,7 MHz y con 64 KiB de memoria RAM incluía además la unidad de cinta y un monitor (de fósforo verde o color) con la fuente de alimentación integrada. La gama CPC se lanzó en Reino Unido, Francia, Australia, Alemania y España, donde fue un éxito de ventas. No logra desbancar a sus competidores, pero en adelante todo videojuego para ordenador doméstico que tuviera aspiraciones de éxito de ventas se versionaría para este sistema.
Le siguieron los modelos CPC 664, con unidad de disco de 3", y CPC 6128 con 128 KiB  de RAM y un teclado más discreto y pretendidamente profesional, pero de idéntica fabricación al de los otros modelos. Las variantes posteriores CPC «Plus» (1990) intentaron alargar la vida del producto incrementando notablemente su funcionalidad e incluyendo la Amstrad GX4000, primera incursión de Amstrad en el terreno de las videoconsolas (un CPC Plus sin teclado ni unidad de almacenamiento). Por desgracia, los CPC Plus no pudieron competir con los emergentes ordenadores de 16 bits y pasaron de puntillas por el mercado, extinguiéndose definitivamente muy poco tiempo después de su salida.
En 1985 introdujo los Amstrad PCW, que se comercializan como procesador de textos a un precio de 399 libras esterlinas (sus competidores andaban por las 10 000 libras), que literalmente arrasa el mercado objetivo, incluso desbordándolo, pues a fin de cuentas es un ordenador completo compatible con el sistema operativo CP/M y que incluye de serie el procesador de textos LocoScript.
Amsoft, la división de software de Amstrad creada para arropar el lanzamiento del 464, fue tan eficaz en su labor de convertir al extraño formato Compact Floppy de disquete de 3 pulgadas la inmensa biblioteca de soft del CP/M, que era más fácil localizar en Europa un dBase II en ese formato que en el nativo de 5,25.
Amstrad entró brevemente en el mercado de consolas de videojuegos con la GX4000, basada en el CPC Plus, que nunca alcanzó mucha popularidad. Realmente, la videoconsola era un CPC Plus carente de teclado y provisto tan solo de la unidad de cartuchos que equipaban tanto el CPC 464 Plus como el CPC 6128 Plus. Se vendían junto con los dos pads que también se distribuían oficialmente con los ordenadores. A pesar de su discretísima presencia en el mercado y bajo índice de ventas tuvo algunos juegos notables como Mystical o Switchblade.

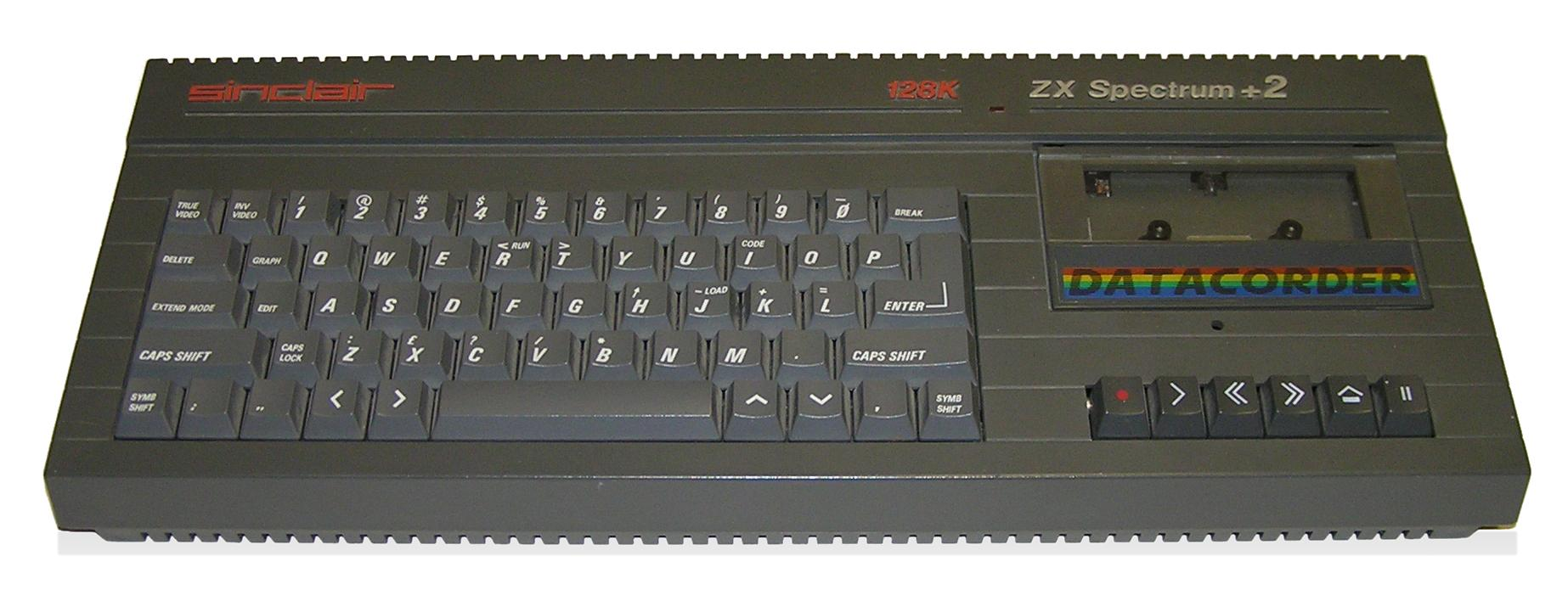
El ZX Spectrum +2. Este fue el primer modelo nuevo de Spectrum lanzado por Amstrad tras la compra de la gama.

El 7 de abril de 1986, Amstrad anunció la compra de Sinclair Research «...los derechos mundiales de venta y fabricación de todos los ordenadores de Sinclair hasta la fecha, junto con la marca registrada Sinclair y los derechos de propiedad intelectual referidos a ordenadores y accesorios», que incluían el ZX Spectrum, por 5 millones de libras. Amstrad lanzó tres nuevas variantes del Spectrum, el ZX Spectrum 128 +2, basado en el ZX Spectrum + 128K, con una unidad de cinta integrada (como el CPC 464); el ZX Spectrum 128 +3, con una unidad de disco integrada (similar al CPC 664 y 6128), usando los mismos discos de 3" que otras máquinas de Amstrad, y una placa base completamente nueva; y el ZX Spectrum +2A/+2B, que usaba la placa del +3 en una caja de un +2 con unidad de cinta.
La compañía produjo una gama de ordenadores personales económicos basados en MS-DOS y posteriormente en Microsoft Windows, el primero de los cuales fue el PC1512 por £399 en 1986. Fue un éxito, capturando más del 25% del mercado europeo. Un año más tarde, en 1987, lanzó el PCW 8512 como ordenador dedicado a proceso de textos a un precio de £499. En 1988 intentó hacer el primer ordenador personal portátil con los PPC 512 / 640, presentado un año antes del Macintosh Portable, a 8 MHz ejecutaba MS-DOS y GEM con una variante de la tarjeta de vídeo CGA que permitía a GEM mostrar gráficos en 16 colores.

### Década de 1990 a 2007

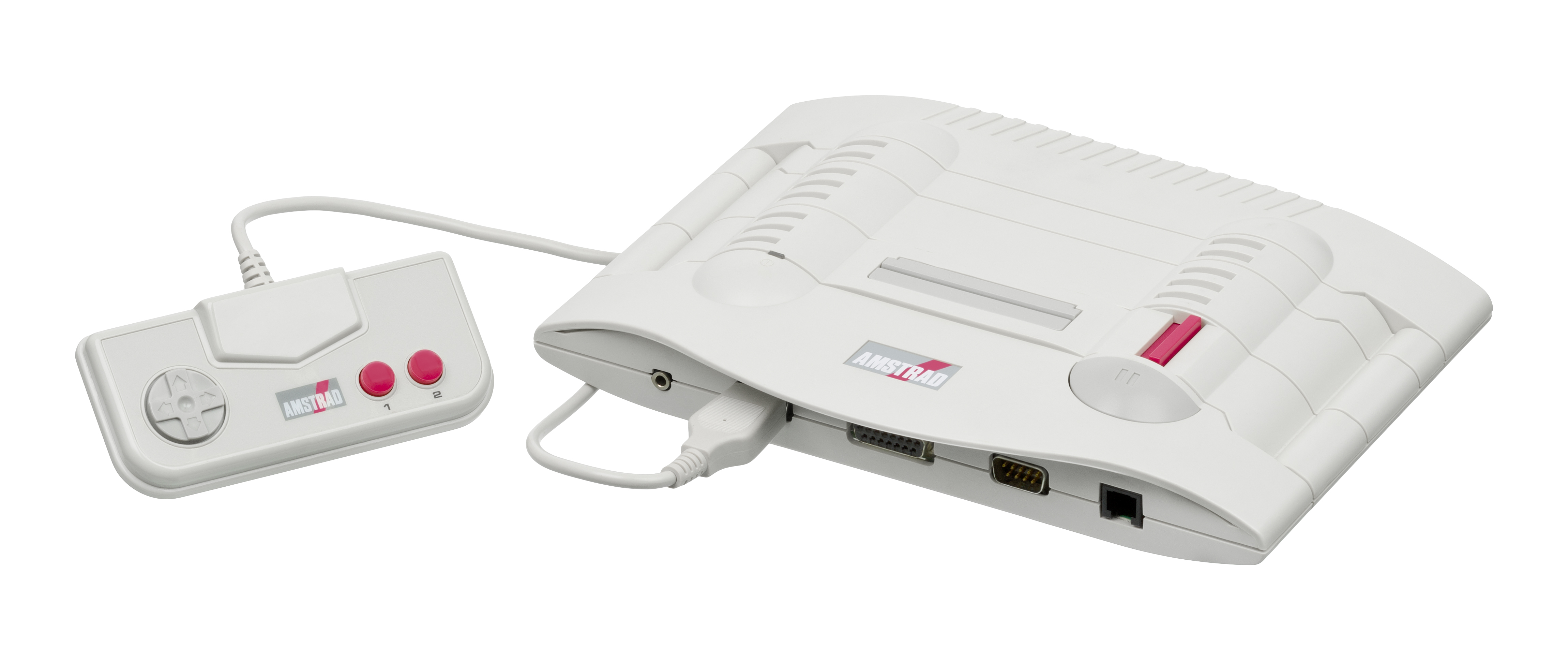
Amstrad GX4000 de 1990

A principios de la década de 1990 Amstrad empezó a centrarse en ordenadores portátiles más que en ordenadores de escritorio. Como se decía anteriormente, en 1990 Amstrad intentó entrar en el mercado de las videoconsolas con la Amstrad GX4000, de forma similar a como lo había hecho Commodore con el C64 y el C64 GS. La máquina fue un fracaso comercial, siendo poco popular porque empleaba tecnología de 8 bits frente a los 16 bits de la Sega Mega Drive y la Super Nintendo.
Lanza un híbrido compatible IBM PC/Sega Mega Drive, el Amstrad Mega PC, un Amstrad PC7386 en el que la tarjeta de sonido AdLib es sustituida por una placa ISA con el hardware de una Sega Mega Drive 1, con conector de Joystick PC y minijack de auriculares en la trasera y ranura de cartuchos y dos conectores de gamepad Mega Drive en el frontal. Pero la buena idea es un fracaso al escoger una CPU ya obsoleta y ser más caro el conjunto que comprar los dos aparatos por separado.

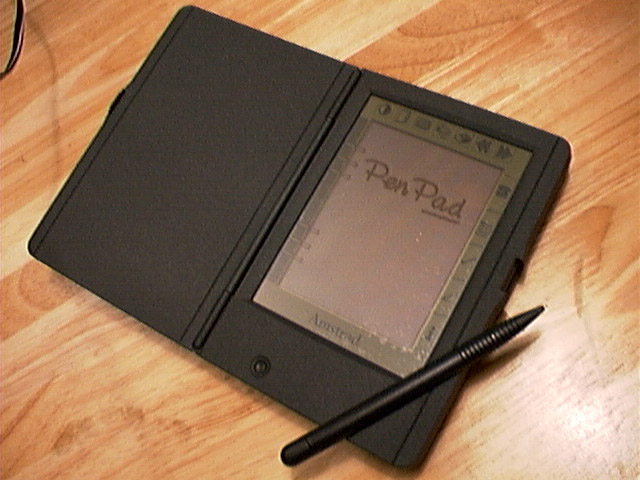
Amstrad PenPad de 1993

En 1993 Amstrad lanzó el PenPad, un PDA similar al Apple Newton lanzado solo unas semanas antes. También fue un fracaso comercial, padecía varios problemas técnicos y de usabilidad y carecía de la mayoría de las características que incluía el Apple Newton, aunque tenía un precio más bajo (en torno a 450 dólares).
Durante estos años también lanzó varios modelos de cadenas musicales, con plato para discos y doble pletina en un pack integrado con el mueble. Destacaba su bajo precio y era de las primeras en incorporar al mercado la doble pletina. Otro producto innovador fue el lanzamiento de una pantalla de TV de 14" que incluía vídeo VHS, y un reproductor de VHS que incorporaba dos unidades (al estilo de los radio casetes de doble pletina). 
Según Amstrad empezó a concentrarse más en comunicaciones y menos en ordenadores, compró varias empresas de telecomunicaciones incluyendo Betacom, Dancall Telecom, Viglen Computers y Dataflex Design Communications. Amstrad ha sido uno de los principales proveedores de receptores de televisión para el operador de televisión por satélite británico Sky desde su lanzamiento, en 1989. Amstrad fue clave en la implantación de Sky, ya que era el único fabricante capaz de producir receptores y antenas parabólicas en el momento del lanzamiento del sistema, y ha continuado fabricando receptores para Sky, desde analógicos a digitales, y ahora incluye el grabador de vídeo digital para Sky+.
En 1997 Amstrad suministró receptores para el operador australiano Foxtel, y en 2004 al italiano Sky Italia. En 2000 Amstrad lanzó el primero de sus dispositivos que combinan telefonía y correo electrónico, llamado e-m@iler. Le siguió el e-m@ilerplus en 2002, y el E3 Videophone en 2004. Amstrad también produjo una variedad de productos de entretenimiento doméstico a lo largo de su historia, incluyendo aparatos de audio, televisores, videos, y reproductores de DVD. Siguiendo el éxito de la versión británica de la serie The Apprentice, Amstrad también ha empezado a producir audio-animatrónicas.

### 2007-presente: BSkyB controla Amstrad
En julio de 2007, BSkyB anuncia la compra de Amstrad por £125m. BSkyB ha sido el principal cliente de Amstrad, representando el 75% de las ventas de su sector de Set-Top-Boxes. Amstrad ha sido proveedor de BSkyB desde 1988. El 2 de julio de 2008 Alan Sugar deja la presidencia de la compañía. En 2024 Sugar anunció que había recomprado los derechos de la marca Amstrad a Sky UK. Ahora esa marca pertenece a una empresa de marketing digital denominada Amstrad Digital, dirigida por el nieto de Sugar, Joe Baron.

## Línea de productos
- Amstrad CPC
  - Amstrad CPC 464
  - Amstrad CPC 472
  - Amstrad CPC 664
  - Amstrad CPC 6128

- Amstrad CPC+
  - Amstrad CPC 464+
  - Amstrad CPC 6128+
  - Amstrad GX4000 (videoconsola)

- Amstrad PCW
  - Amstrad PCW 8256
  - Amstrad PCW 8512
  - Amstrad PCW 9512 (1987)
  - Amstrad PcW9256 (1991)
  - Amstrad PcW9512+ (1991)
  - Amstrad PcW10 (1993)
  - Amstrad PcW16

- Amstrad NC
  - Amstrad NC 100
  - Amstrad NC 150
  - Amstrad NC 200
- Amstrad Penpad

- La gama Sinclair Spectrum
  - Sinclair Spectrum +2
  - Sinclair Spectrum +2a/b
  - Sinclair Spectrum +3

- Amstrad PC1512 (Intel 8086 CPU fabricado por AMD, 8MHz, 512Kb RAM, CGA/Plantronics Graphics)
- Amstrad PC1640 (Intel 8086 CPU fabricado por AMD, 8MHz, 640Kb RAM, EGA Color Graphics)
- Amstrad PC2086 (Intel 8086 CPU fabricado por AMD, 8MHz, 640Kb RAM, VGA Graphics) lanzado en 1989
- Amstrad PC2286 (Intel 80286 CPU, 12.5MHz, 1Mb RAM, VGA Graphics) lanzado en 1989
- Amstrad PC2386 (Intel 80386DX CPU, 20MHz, 4Mb RAM, VGA Graphics) lanzado 1989
- Amstrad PPC 512 y 640 (Portátiles)
- Amstrad Mega PC